# Улица Карла Маркса (Курган)
У́лица Ка́рла Ма́ркса — одна из самых древних улиц города Кургана, Россия.

## Расположение
Улица проходит с юго-запада от Тобольной улицы на северо-восток до Половинской улицы. Отрезок улицы от улицы Ленина до Пролетарской, который имеет ограниченное автомобильное движение и предназначен для прогулок, носит неофициальное название Арбат. («Арбат» был убран в 2013 г.)

## История
До 1878 носила названия Задняя, Задняя Солдатская, Запольная Солдатская, Ново-Солдатская, Запольная, Старо-Запольная. С 1878 — Кладбищенская, в 1908—1922 — Скобелевская (в честь М. Д. Скобелева, Героя Шипки). С 1922 носит имя Карла Маркса.

## Пересекает улицы
- Тобольная улица
- Улица Красина
- Улица Кирова
- Улица Томина
- Улица Володарского
- Комсомольская улица
- Улица Ленина
- Улица Пичугина
- Пролетарская улица
- Улица Савельева
- Улица Кравченко
- Улица Аргентовского
- Улица Бурова-Петрова
- Улица Блюхера
- Улица Орлова
- Новая улица
- Половинская улица

## Транспорт
По улице осуществляют пассажирские перевозки автобусы.

### Остановки общественного транспорта
| Название               | Номера маршрутов автобуса            |
| ---------------------- | ------------------------------------ |
| ТЦ «Звёздный»          | 90                                   |
| Ул. Кравченко          | 14, 29, 73, 90, 91, 93, 94м, 97, 319 |
| Ул. Блюхера            | 14, 29, 73, 90, 91, 93, 94м, 319     |
| Президентская академия | 14, 29, 73, 90, 91, 93, 94м, 97, 319 |